# Slanguttryck
Slanguttryck, eller slang för kort, är lokala eller sociala varianter av det vardagliga talade eller skrivna språket, och innehåller ofta förenklade versioner av ord. Nationalencyklopedin definierar slang som "delvis nyskapande, vardagligt gruppspråk ofta bland ungdomar eller kamrater i yrkesgrupp (jargong)". Ordet är belagt sedan 1839 och kommer av engelskans 'slang' av ovisst ursprung. Liknande begrepp är dialekt, sociolekt och etnolekt, samt i viss mån folkmun.
Ett exempel på slanguttryck är det äldre Stockholmsuttrycket "vad bellar vurren" (eller "bella vurren" i kortform), som betyder "vad kostar korven", i samband med korvkioskhandel.

## Olika typer av slang
Slang kan vara vanliga ord som med tiden bytt betydelse eller förvrängts. Även slang som är lånord från andra språk är vanliga, men det kan också vara helt nya, påhittade ord. Det finns många olika definitioner på vilka ord som egentligen är slang, men den grundläggande regeln är att slang är ord som inte är accepterade i vårdat språk, och som sällan eller aldrig förekommer i skriftspråk.
Slang förekommer i alla språk, men uppfattas ofta som onödigt och fult av den språkliga eliten. Genom slang, som ofta ses som den lekfulla delen av språket, kan språkbrukaren hitta på egna uttryck, ofta känsloladdade eller vitsiga.
Slangen skiljer sig mellan olika grupper, såsom människor i olika stadsdelar, åldersgrupper, kön och kultur. Dessutom formar sig slangen efter livsåskådning och kan även vara ett sätt att uttrycka sina åsikter.
Besläktat med slang är yrkesjargongen, som ofta är försvenskning av något utländskt begrepp, som inte har någon adekvat motsvarighet i svenskan. I en del fall har talaren eller skribenten helt enkelt inte orkat ta reda på översättningen till ett svenskt ord eller uttryck, som faktiskt existerar. Ett exempel kan hämtas från området ordbehandling där sidbrytningsproblemet på engelska beskrivs med widows and orphans. I okunnigt översatta läroböcker talas då om änkor och hittebarn, obegripligt för en svensk tryckare, som i stället beskriver fenomenet med termerna falska föräldrar och horungar.
Det finns vissa yrken som traditionellt i hög grad gått i arv från far till son, till exempel sotare. I dessa yrken fanns ofta särskilt förr en långt utvecklad yrkesjargong, se månsing.